# Max von Hausen
Max Clemens Lothar Freiherr von Hausen (17 december 1846 - 19 maart 1922) diende als een legercommandant in de Deutsches Heer in het begin van de Eerste Wereldoorlog.

## Militaire Carrière
Als telg van een militaire familie schreef von Hausen zich in in het leger van Saksen bij de militaire school, waar hij als cadet begon. Hij werd in 1864 tot tweede luitenant gepromoveerd en werd bij het 3de Jägerbatallion ingedeeld. Twee jaar later vocht hij met dezelfde eenheid in de Duitse Oorlog tegen Oostenrijk, waar hij de Slag bij Königgratz meemaakte. Na deze oorlog allieerde Saksen zich met Pruisen en in 1871 werd het, na de Frans-Pruisische Oorlog deel van het nieuwe Duitse Keizerrijk. Van 1871 tot 1874 gaf von Hausen les aan de Pruisische Militaire Academie en van 1875 tot 1877 diende hij aan de Duitse generale staf (de Oberste Heeresleitung). Van 1892 tot 1895 was hij de chef-staf van het Saksische Leger, van 1897 tot 1900 commandeerde hij de 3de Saksische Divisie en van 1900 tot 1902 het 1ste Saksische Korps. Daarna was hij tot 1914 Minister van Oorlog van Saksen. In deze periode, meer specifiek in 1910, werd hij tot Generaloberst bevorderd.

### Eerste Wereldoorlog
Tijdens de mobilisatie in 1914 werd het Saksische Leger het Duitse 3de Leger, waarover von Hausen het bevel kreeg. Zijn leger vocht in de Slag der Grenzen, onder andere in de Slag bij Dinant, waar zijn troepen meer dan 600 inwoners (waaronder vrouwen en kinderen) executeerden, de Slag bij Charleroi, en zijn leger was ook verantwoordelijk voor de gedeeltelijke verwoesting van Reims. Wanneer men hem vroeg of zulke daden in de toekomst geweten zullen zijn, antwoordde hij:
"We zullen zelf de geschiedenis schrijven"
Na de terugtrekking van het Tweede Leger na de Eerste Slag bij de Marne werd zijn eigen rechterflank blootgesteld en beval een terugtocht tot aan de Aisne. Na de stabilisatie van het front op 9 september 1914, werd hij wegens ziekte vervangen door Karl von Einem.
Hij verliet hierna het leger en stierf kort na het einde van de oorlog, in 1922.

## Promoties
- 31 juli 1864: Tweede Luitenant
- 31 juli 1866: Eerste Luitenant
- 2 januari 1872: Hauptmann
- 1 april 1881: Majoor
- 1 april 1887: Oberstleutnant
- 20 maart 1890: Oberst
- 25 maart 1893: Generaal-Majoor
- 17 december 1896: Generaal-luitenant
- 12 mei 1901: Generaal der Infanterie
- 17 december 1910: Generaloberst

## Onderscheidingen

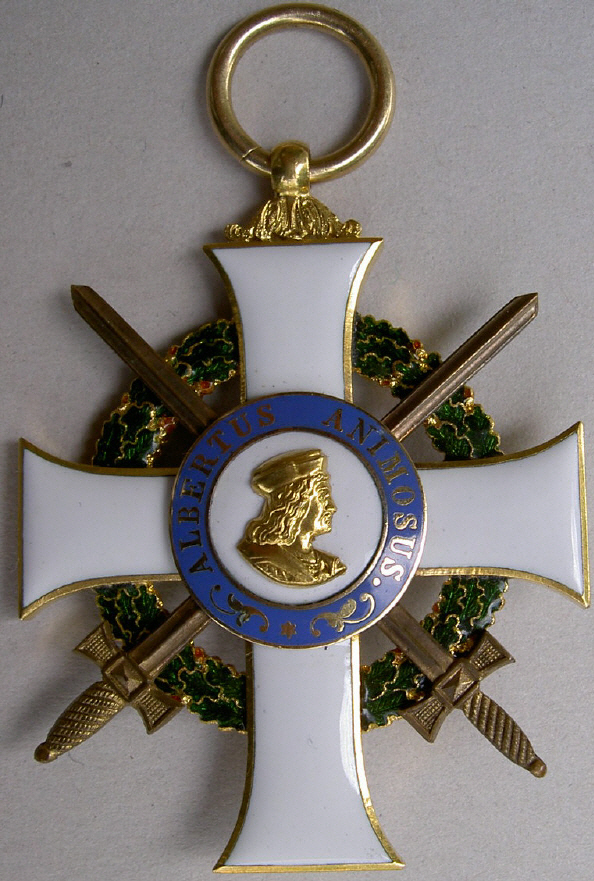
Grootkruis in de Albrechtsorde

- Orde van de Zwarte Adelaar (Pruisen)
- Orde van Verdienste van de Pruisische Kroon (Pruisen)
- Grootkruis in de Orde van de Rode Adelaar met ketting (Pruisen)
- IJzeren Kruis, 2de Klasse (1870 - Pruisen)
- Orde van Militaire Verdienste (Beieren)
- Orde van de Kroon van Wijnruit (Saksen)
- Ridderkruis in de Militaire Orde van Sint-Hendrik (Saksen)
- Grootkruis in de Albrechtsorde (Saksen)
- Ridder 1ste Klasse in de Orde van de Leeuw van Zähringen (Baden)
- Grootkruis in de Kroonorde (Württemberg)
- Grootkruis in de Leopoldsorde (Oostenrijk-Hongarije)